# Micon
Micon (en grec ancien : Μίκων), fils de Phanochos d'Athènes, est un peintre et un sculpteur grec du Ve siècle av. J.-C., père de l'artiste Timarété,. 
Aucune de ses peintures n'a été conservée.

## Histoire
Micon est étroitement associé à Polygnote, avec qui il a travaillé à décorer le Pœcile d’Athènes de peintures représentant la bataille de Marathon, entre autres batailles. Avec Polygnote, il a peint l’Anacéion d’Athènes, et préparé une teinte noire avec du marc de raisin, qu'on appelle « tryginon » en grec (de trux = lie). 